# Haematopota kouzuensis
Haematopota kouzuensis är en tvåvingeart som först beskrevs av Takahasi 1950.  Haematopota kouzuensis ingår i släktet Haematopota och familjen bromsar. Inga underarter finns listade i Catalogue of Life.